# بابک گنجه‌ای
بابک گنجه‌ای (زادهٔ ۱۹۷۸) هنرمند و تصویرگر انگلیسی مقیم لندن است. او به خاطر نقاشی‌های مبتنی بر متن و طنزآمیز و اقراری خود شناخته می‌شود. پس از آن که گنجه‌ای از سنترال سنت مارتینز فارغ‌التحصیل شد، نخستین دهه از فعالیت حرفه‌ای او صرف نوازندگی در گروه‌های موسیقی و تولید کمیک شد.
گنجه‌ای در کنار کتاب‌های کمیک، دو عنوان کتاب را از طریق راف ترید بوکز منتشر کرده است: یکی شامل ایده‌های سینمایی او، و دیگری، هنر چیزی است که هیچ‌کس از شما نخواسته است انجامش دهید، که از سوی ناشر آن تحت عنوان «برداشتی رادیکال و جدید از مانیفست هنرمندان» توصیف می‌کند.
او فیلم‌های کوتاهی برای کانال ۴ و شرکت تولید فیلم بلینک ساخته و در دو برنامهٔ رادیو بی‌بی‌سی ۴ به همراه پسرش آرتور حضور داشته است.

## اوایل زندگی و تحصیل
گنجه‌ای در ۱۹۷۸ در لندن به دنیا آمد؛ پدر و مادر او یک سال قبل از آن از ایران به لندن مهاجرت کرده بودند. او در اطراف پرایمروز هیل بزرگ شد و سپس در سن یازده سالگی به بورنموث نقل مکان کرد. او این نقل مکان را اینگونه توصیف کرده است که «کمی شبیه به این که ناگهان تنها گروه با نژاد متفاوت در شهر باشید» و «متضمن این که سال‌های نوجوانی ما صرف درک این موضوع شد که بیگانه بودن چگونه است». از آنجا که مادرش نقاش و پدرش معمار بود، او نیز طراحی و نقاشی را از جوانی آغاز کرد.
گنجه‌ای در سنترال سنت مارتینز لندن تحصیل کرد. طبق آنچه در یک رزومه رنگ و روغن که او در سال ۲۰۱۸ رونمایی شد، آمده است، او در سال ۲۰۰۱ با مدرکی در رشتهٔ هنرهای زیبا فارغ‌التحصیل شد.

## حرفه
به گفتهٔ هانا سیلور که برای والپیپر می‌نویسد، دههٔ بعد از فارغ‌التحصیلی گنجه‌ای به نوازندگی در گروه‌های موسیقی و تولید کمیک سپری شد. در این دوره، او کتاب کمیک پیامدهای خنده‌دار (۲۰۱۰) را منتشر کرد و به مدت شش سال در گروه ابسنتی به نوازندگی مشغول بودکرد. این گروه قراردادی را با صنایع ممفیس امضا کردند و آخرین آلبوم خود را در سال ۲۰۰۸ منتشر کردند. گنجه‌ای و دو عضو دیگر ابسنتیز نیز در گروه وت پینت حضور داشتند.
در سال ۲۰۱۴، دیلی اکسپرس، ایندیپندنت، مترو و رادیو بی‌بی‌سی ۵ لایو به‌دلیل حراج چند اثر او در ای‌بی و نیز برخی آیتم‌های غیرمعمول دیگر مانند اشعار دست‌نویس «شاهزاده تازه بل ایر» گنجه‌ای را تحت پوشش خبری قرار دادند. در همان سال، او رمان گرافیکی کافه بین‌راهی بابک گنجه‌ای را با اقتباس از فیلم کافه بین‌راهی اثر پاتریک سوویزی محصول ۱۹۸۹ منتشر کرد. آرون سوپوریس، از نویسندگان وبگاه ورج، این اثر را «به‌طور شگفت‌انگیزی خوب» توصیف کرد.
در سال ۲۰۱۷، انیمیشن طنز کمدی طعم غذای خودت اثر گنجه‌ای با موضوع قرار گذاشتن در سوپرمارکت‌ها در مجموعهٔ تلویزیونی فیلم کوتاه برداشت‌های تصادفی، که در کانال ۴ پخش می‌شد، به نمایش درآمد. او همچنین فیلم‌های کوتاه در انتظار سیب زمینی و آزادکار را با همکاری شرکت تولید فلیم بلینک تولید کرده است.
گنجه‌ای در سال ۲۰۱۸ یک نمایشگاه انفرادی به نام واقعاً خنده‌دار نیست را در نگارخانهٔ جنگ لندن به نمایش گذاشت. آثار نمایش‌یافته در این نمایشگاه شامل یک رزومهٔ رنگ روغن و یک نقاشی از بارکلی‌کارد خودش بود. او سعی کرد نقاشی را به بارکلیز بفروشد، اما آن‌ها آن را نخریدند و به دلایل امنیتی به او پیشنهاد کردند که کارت خود را لغو کند.
او همچنین اولین کتاب خود با عنوان ایده‌های فیلم‌سازی را از طریق راف ترید بوکزمنتشر کرد. ایدهٔ این کتاب زمانی شکل گرفت که گنجه‌ای توسط کمدین راب دلینی بازتوییت شد و در نتیجه تعدادی از تهیه‌کنندگان فیلم در توییتر او را دنبال کردند. گنجه‌ای سپس شروع به توئیت کردن ایده‌های خود پیرامون فیلم‌سازی کرد.
در سال ۲۰۱۹، گنجه‌ای در برنامهٔ آیا کودک یازده ساله‌ام می‌تواند زندگی من را درست کند؟ که از رادیو بی‌بی‌سی ۴ پخش شد، به‌همراه پسرش آرتور حضور یافت. وقتی آرتور ۱۲ ساله شد، در برنامهٔ دیگری با نام برای آرتور مهم است حاضر شد که در آن آرتور نقش یک عموی دردناک را بازی کرد و برای ترویج هنر پدرش لباس دایناسور به پدرش پوشاند.
در سال ۲۰۲۱، بوتیک مد براونز منتخبی از نئون‌ها و آثار گنجه‌ای را در فروشگاه خود در شوردیچ در نمایشگاهی به نام واگن عسل به نمایش گذاشت. گنجه‌ای ساختار نمایش را مشابه به یک گروه موسیقی توصیف کرد که مجموعه‌ای مملو از بهترین آهنگ‌های خود را اجرا می‌کند. او در آن سال دومین کتاب خود با نام هنر چیزی است که هیچ‌کس از شما نخواسته است انجامش دهید را نیز از طریق راف تریدز منتشر کرد؛ اثری که ناشر آن را تحت عنوان «برداشتی رادیکال و جدید از مانیفست هنرمندان» توصیف می‌کند. در سال ۲۰۲۱ گنجه‌ای همچنین یک کمیسیون برای گالری بلوکت لیورپول طراحی کرد.
او در نمایشگاه انفرادی از این که من را داری ممنونم که در سال ۲۰۲۴ برگزار شد، دوباره با بلوکت همکاری داشت. این نمایشگاه شامل بخشی با عنوان «برترین‌های» نیز بود. این گالری نمایشگاه گنجه‌ای را اینگونه توصیف کرد: «بازتابی از زندگی در حاشیه و این که هرگز از این که به کجا تعلق دارد، مطمئن نیست».
گنجه‌ای به‌عنوان بخشی از تبلیغات نوشابه ایرن-برو، آثار خود را در نمایش بیپ به نمایش گذاشت. این نمایشگاه شامل نقاشی‌های هنر کلمه‌ای بود که از پیام‌های متنی ناخوشایند یا شرم‌آوری که مردم ارسال کرده‌اند الهام گرفته بود و در نوامبر ۲۰۲۴ در گالری‌های پاپ آپ در لندن و ادینبورگ به نمایش درآمد.